# Johann Friedrich Knorr
Johann Friedrich Knorr (ur. 12 lutego 1775, zm. 9 maja 1847) – niemiecki architekt związany z Wrocławiem, mecenas sztuki. 

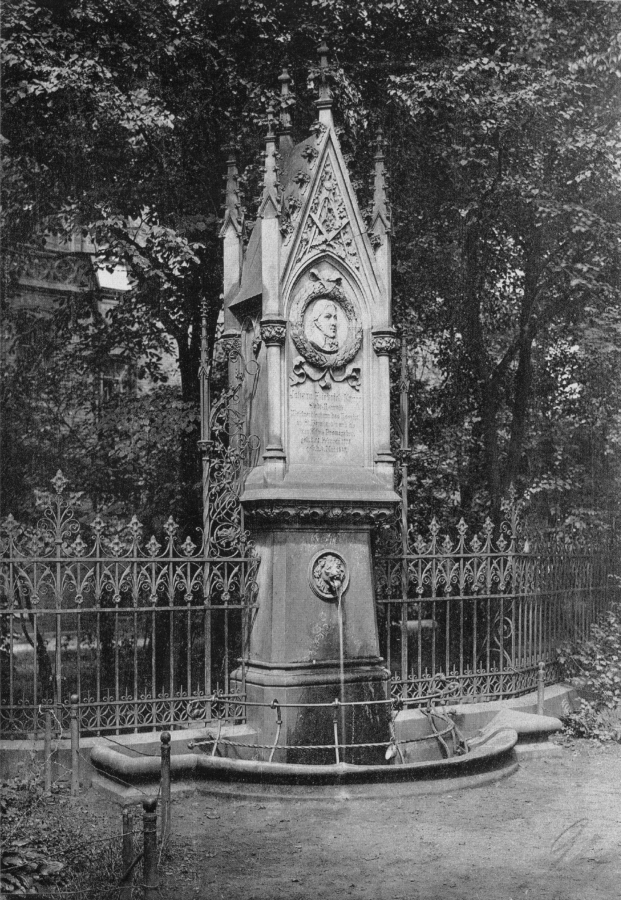
Pomnik Knorra przed zniszczeniem w 1945

W okresie 1797–1821 pracował we wrocławskiej administracji budowlanej. 1 maja 1809 wybrany został na pierwszego we Wrocławiu radcę miejskiego i budowlanego (niem Stadt- und Baurath), jako członek pierwszego wrocławskiego magistratu. Stawisko opuścił z końcem dwunastoletniej kadencji w 1821. Był inicjatorem i wykonawcą istniejącej do dziś wrocławskiej Promenady Staromiejskiej, czyli ciągu obszarów zielonych na miejscu zburzonych z rozkazu dowódców armii Napoleona Bonaparte fortyfikacji miejskich wzdłuż istniejącej do dziś fosy miejskiej. Zaprojektował także szereg ogrodów i parków w innych rejonach miasta. Oprócz tego stworzył projekty szeregu kamienic, m.in. budynku plebanii kościoła pw. św. Wincentego czy swojego domu przy dzisiejszej ul. Purkynego (dawny adres Breite Straße 4). Od 1878 do 1945 w Parku Słowackiego stał pomnik Knorra (projektant Karl Lüdecke, medalion wykonał Albert Rachner), z którego do dziś zachował się ozdobny cokół. 
Był fundatorem restauracji prawie wszystkich wrocławskich organów, na co zapisał w testamencie pokaźne środki. 